# Absolute Dance opus 26
Absolute Dance opus 26, kompilation i serien Absolute Dance udgivet i 1999.

## Spor
1. Antique – "Opa Opa" (Radio Edit)
2. Paul Johnson – "Get Get Down" (Radio Edit)
3. Yazoo – "Don't Go" (Tee's Radio Mix)
4. Brother Brown presents Frankee – "Under the Water" (Original Radio Version)
5. Blå Øjne – "Smuk & Dejlig"
6. Cosmos – "Summer In Space" (Radio Edit)
7. Eclipse – "Makes Me Love You" (Vocal Radio Edit)
8. Cargo – "Porn Star" (Clean Radio Mix)
9. Sasha – "Xpander" (Edit)
10. Bap Melon – "Houseparty" (Radio Edit)
11. Piet Blank & Jaspa Jones – "Cream" (Paul van Dyk Short Cut)
12. DJ Jean – "The Launch" (Radio Edit)
13. Lenny & Johnson – "Dinner With Gerschwin" (Radio Version)
14. The Space Brothers – "Heaven Will Come" (Radio Edit)
15. The Big L – "This Time" (Hausfrau Remix Edit)
16. Basement Jaxx – "Rendez-Vu" (Radio Edit)
17. Yomanda – "Synth & Strings" (Radio Edit)
18. P.F.M. – "The Arrival" (Single Cut)
19. Ruff Drivers – "Waiting For The Sun" (Original Radio Edit)